# اسپرانتیدو
نتیدو (به اسپرانتو: esperantido)، ه اسپرانتیدو برای نامیدن زبان ایدو به کار می‌رفت. واژهٔ اسپرانتیدو از ترکیب اسپرانتو با میانوند اید (id) و پسوند اُ (o) تشکیل شده که ایدو (ido) به معنی است.
وها به منظور سرگرمی یا برای افزودن به گوناگونی ادبیات اسپرانتو ساخته شده‌اند. تنها اسپرانتیدویی که امروزه در ابعاد گسترده مورد استفاده قرار می‌گیرد زبان ایدو است.

## اسپرانتیدو برای بهسازی زبان
نسخه‌های زبانی که در زیر می‌آید برای جایگزینی اسپرانتو ساخته شدند. پیشنهادهای محدود همچون بهبود ساختار نوشتاری یا بهبود جنسیت در اسپرانتو را اسپرانتیدو تلقی نمی‌کنند.

### موندولینکو
موندولینتسو (Mundolinco) اولین اسپرانتیدویی بود که در سال ۱۸۸۸ از زبان اسپرانتو ساخته شد و برخی ویژگی‌های دستور زبانی آن تغییر کرده بود.

### اسپرانتوی بهسازی‌شده
زامنهوف خود در سال ۱۸۹۴ تغییراتی برای زبان اسپرانتو پیشنهاد داد که جامعه اسپرانتو آن را رد کرد و خود نیز متعاقباً آن را رها کرد.

### ایدو
زبان ایدو (Ido) در سال ۱۹۰۷ ساخته شد و سعی داشت که اسپرانتو را به زبان فراساختهٔ ایده‌آلی که مردمان اروپای غربی انتظار داشتند نزدیک کند. کوشش شد که ایدو به زبان‌های فرانسوی، انگلیسی و ایتالیایی شبیه شود. برخی از تغییرات عبارتند از حذف تلفظ حروفی که از الفبای لاتین نیستند (همچون ĉ) و گنجاندن دوباره حروفی چون k و q در زبان.
از زبان ایدو نیز ایدوهای دیگری ساخته شد همچون آدیوویلو (۱۹۰۸).

### سوسور
رنه دو سوسور (برادر زبان‌شناس فردینان دو سوسور)، پیشنهادهایی برای اسپرانتیدو ارائه داد که ابتدا با پاسخی به زبان ایدو در سال ۱۹۰۷ شروع شد (این نسخه بعدها آنتیدو نامیده شد) که بعدها به مرور بیشتر و بیشتر از اسپرانتو فاصله گرفت تا در سال ۱۹۳۷ به صورت اسپرانتو ۲ درآمد.

### رومانیتسو
رومانیتسو (Romániço)، در سال ۱۹۹۱ ساخته شد تا برای سخن‌گویان انگلیسی ملموس‌تر باشد. برخی از واژه‌ها و نکات دستوری آن با ساختارهای رومانس تعویض شد که به ایجاد املایی بی‌قاعده منجر شد.

### اسپرانتو سن فلکسیو
اسپرانتو سن فلکسیو (Esperanto sen fleksio)، به معنی اسپرانتوی انعطاف‌ناپذیر، در سال ۱۹۹۶ بدست ریچارد هریسون پیشنهاد داده شد. این زبان براساس شکایات درازمدتی که اسپرانتیستهای شرق آسیا کرده‌اند شاخته شد و زبانی تجربی است و در آن از گوناگونی ریخت‌شناسانهٔ بالای زبان اسپرانتو کاسته شده‌است. تغییرات اصلی آن عبارتند از: حذف جمع (پسوند j)، جایگزینی حالت مفعولی (پسوند n)، حذف زمان افعال، حذف ترکیب صفت و فعل و جایگزینی فعل تنها (به عنوان مثال جایگزینی boni به جای esti bona) و جایگزینی ŭ با w

### پلیسپو
در حالیکه بیشتر اسپرانتیدوها کوشش کرده‌اند تا زبان اسپرانتو را ساده‌تر کنند، پلیسپو (Poliespo) که نام آن کوچک‌شدهٔ اسپرانتوی چندترکیبی (polysynthetic Esperanto) است برای پیچیده‌تر کردن زبان اسپرانتو ساخته شد. این زبان در سال ۱۹۹۳ ارائه شد و به غیر از ساختار چندترکیبی، واج‌ها و واژگان زیادی را از زبان چروکی وام گرفته‌است. این زبان ۱۴ حرف صدادار دارد.

## اسپرانتیدو برای سرگرمی

### یونیورسال
زبان یونیورسال (۱۹۲۳–۱۹۲۸)، از لحاظ دستور زبانی یکی از جالب‌ترین اسپرانتیدوهاست که به منظور جداکردن دسته‌های حروف بی‌صدا، واکهٔ بی‌رنگ به آن‌ها اضافه کرده و واکهٔ خیشومی برای نشان دادن حالت مفعولی به کار می‌برد. این زبان برای واژه‌های متضاد از جابجایی حروف استفاده کرده‌است. (به عنوان مثال: mega یعنی بزرگ، , gema یعنی کوچک؛ donu یعنی دادن، , nodu یعنی گرفتن؛ tela یعنی دور، leta یعنی نزدیک) این جابجایی‌ها در جملهٔ زیر قابل مشاهده است:
Al gefinu o fargu kaj la egnifu o grafu.
او خواندن را تمام کرد و شروع به نوشتن کرد.

### اسپرانت
اسپرانت (Esperant’) که در ۱۹۹۸ ساخته شد و شماری از تغییرات ریخت‌شناسانهٔ آن چنین‌اند:
- حرف o را از پایان واژه‌ها برداشته‌اند؛ همانگونه که در شعرها آخر واژه را کوتاه می‌کنند.
- به جای علامت جمع oj از ar استفاده می‌شود.
- a از پایان صفت‌ها برداشته شده و صفت‌ها به موصوف خود می‌چسبند.
- به جای نشانهٔ مفعول مستقیم، n، از je استفاده شده‌است.
- و غیره

## اسپرانتیدو برای ادبیات
زبان اسپرانتو جای کمی برای گفتارهای کوچه‌بازاری، گونه گفتگووار یا باستان‌گرایی دارد. شماری از نویسندگان در هنگام ترجمه از زبان‌های دیگر به اسپرانتو، احساس کرده‌اند که به این گونه‌های اسپرانتیدو نیاز دارند.

### آرکایکام اسپرانتوم
در سال ۱۹۳۱ میلادی، مانوئل هالولیک کتابی دربارهٔ آرکایکام اسپرانتوم (Arcaicam Esperantom) منتشر کرد که در آن دستورزبان زبانی خیالی که جد اسپرانتوی امروزین است در آن شرح داده شده‌است. این کتاب همان روند پروتو-اسپرانتو (مراحل تکامل اسپرانتو به دست لودویک زامنهوف) است اما تغییرات آن را بسیار گسترده‌تر و عمیق‌تر کرده‌است.

### گویش‌ها و پوپیدو
شماری از نویسندگان اسپرانتو، کارهایی را برای ساخت گویش‌ها و لهجه‌های مختلف در اسپرانتو آغاز کردند. هالولیک در سال ۱۹۷۳، پوپیدو (کوتاه‌شدهٔ Popular Idiom) را ساخت تا نقش جایگزینی برای نسخهٔ استاندارد اسپرانتو را بازی کند.

## مقایسهٔ اسپرانتو، ایدو، اسپرانت و آرکایکام اسپرانتوم
در زیر، دعای ربانی که یکی از معروف‌ترین دعاها در مسیحیت است به چهار زبان اسپرانتو، ایدو، اسپرانت و آرکایکام اسپرانتوم نوشته شده‌است:
| ای پدر ما، که در آسمانی، نام تو مقدس باید. ملکوت تو بیاید، ارادهٔ تو کرده شود، چنان‌که در آسمان، بر زمین نیز. نان کفاف ما را امروز به ما بده. و گناهان ما را ببخش، چنان‌که ما نیز، آنانکه بر ما گناه کردند را می‌بخشیم. و ما را به وسوسه راهنمایی مکن، بلکه از شریر رهایی ده. |

| Patro nia, kiu estas en la ĉielo, sanktigata estu via nomo. Venu via regno, fariĝu via volo, kiel en la ĉielo, tiel ankaŭ sur la tero. Nian panon ĉiutagan donu al ni hodiaŭ. Kaj pardonu al ni niajn ŝuldojn, kiel ankaŭ ni pardonas al niaj ŝuldantoj. Kaj ne konduku nin en tenton, sed liberigu nin de la malbono. |

| Patrom nosam, cuyu estu in Chielom, Estu sanctigitam Tuam Nomom. Wenu Tuam Regnom, Plenumizzu Tuam Wolom, Cuyel in Chielom, ityel anquez sobrez Terom. Nosid donu hodiez Panon nosan cheyutagan, Ed nosid pardonu nosayn Pecoyn, Cuyel anquez nos ityuyd cuyuy contrez nos pecait pardonaims. Ed nosin ned conducu in Tenton, Sed nosin liberigu ex Malbonom. |

| Patro nia, qua esas en la cielo, tua nomo santigesez; tua regno advenez; tua volo facesez quale en la cielo tale anke sur la tero. Donez a ni cadie l'omnidiala pano, e pardonez a ni nia ofensi, quale anke ni pardonas a nia ofensanti, e ne duktez ni aden la tento, ma liberigez ni del malajo. |

| Nipatr’, kies est’ ĉielas, iĝu via nom’ sankt’. Viu la regnalven’. Iĝu via la volfar’, kielas en la ĉiel’, tiel ankaŭu surtere. Hodiaŭu ĉiutagpandon’ nin. Kaju la pardon’ al niofend’, kiel ankaŭas nipardon’ al ofendintar’ nia. Kaju nea nia konduk’ entent’, sedu nia la liberig’ de l’ malbon’. |